# Isotima variegata
Isotima variegata là một loài tò vò trong họ Ichneumonidae.